# Myrta Ludwig
Myrta Ludwig (* 1928 in Zürich; † 18. November 2003) war eine Schweizer Schachspielerin. Sie gewann dreimal die Schweizer Meisterschaft der Damen.
Das Schachspielen lernte sie von ihrem Vater. Ihr erster Schachverein war der Schachclub Oerlikon, dem sie jedoch erst im Alter von 28 Jahren beitrat. Sie gewann die Schweizer Damenmeisterschaft 1969 in Luzern, 1977 in Muttenz und 1978 in St. Moritz. 1976 nahm sie mit der Schweizer Frauenmannschaft an der Schacholympiade in Haifa teil und erreichte als Reservespielerin ein positives Ergebnis von 3,5 Punkten aus 6 Partien.
Nach langer Krankheit starb sie 2003. Ihr Mann spielte ebenfalls Schach. Auch ihre Tochter, Silvia Faust-Ludwig, ist eine Schachspielerin.